# SpaceX CRS-4
SpaceX CRS-4 (также известный как SpX-4) — шестой полёт автоматического грузового корабля Dragon компании SpaceX. Четвёртый полёт в программе снабжения МКС, выполненный SpaceX по контракту Commercial Resupply Services (CRS) с NASA.

### Запуск
Это был тринадцатый запуск ракеты-носителя Falcon 9 и восьмой запуск версии v1.1.
Изначально намечен на 20 сентября 2014 года, но был отложен на сутки из-за неблагоприятной погоды.
Запуск произведен 21 сентября 2014 года в 5:52 UTC. Спустя 10 минут полёта космический корабль Dragon был доставлен на целевую орбиту с показателями: 199 х 359 км, наклонение — 51,6°.
Ракета-носитель не была оборудована посадочными стойками, как было запланировано ранее, но тем не менее была успешно проведена полная процедура мягкой посадки первой ступени на воду.

### Сближение и стыковка
23 сентября космический корабль достиг станции и в 10:52 UTC был захвачен манипулятором «Канадарм2», которым управляли астронавты Александр Герст и Грегори Рид Уайсмен, а затем пристыкован к модулю «Гармония» в 13:21 UTC.
30 сентября, при помощи манипуляторов станции «Канадарм2» и «Декстр», был извлечен аппарат RapidScat из негерметичного контейнера корабля. Спустя два дня, аппарат был установлен на модуле «Коламбус».

### Полезная нагрузка
Dragon доставил на МКС 1627 килограммов полезного груза в герметичном отсеке, в том числе:
- Провизия и вещи для экипажа — 626 кг
- Материалы для научных исследований — 746 кг
- Оборудование для выхода в открытый космос — 25 кг
- Оборудование и детали станции — 183 кг
- Компьютеры и комплектующие — 46 кг

Среди прочего, корабль доставил первый 3D-принтер для испытания в космосе и оборудование для запуска с МКС спутников массой до 110 кг — SSIKLOPS. Также был доставлен спутник SpinSat, весом 57 кг, который будет запущен с МКС для изучения плотности атмосферы. Спутник оснащен экспериментальным электрическим твердотопливным двигателем.
Впервые на космическом корабле Dragon летят животные — 20 мышей. Также на корабле доставит специальный «модуль обитания» для мышей, и костный денситометр для оценки влияния микрогравитации на млекопитающих.
В негерметичном отсеке был доставлен скаттерометр RapidScat — микроволновой радар для измерения скорости ветра на Земле. Масса аппарата, состоящего из двух частей — 589 кг.
Обратно на Землю Dragon вернул 1489 килограммов полезного груза, в том числе:
- Вещи экипажа — 60 кг
- Материалы научных исследований — 941 кг
- Оборудование и детали станции — 425 кг
- Оборудование для выхода в открытый космос — 55 кг
- Компьютеры и комплектующие — 5 кг

### Отстыковка и возвращение
Корабль был отстыкован от МКС 25 октября 2014 года в 12:02 UTC, с помощью манипулятора «Канадарм2», управляемого командами c Земли, и отпущен в 13:57 UTC.
В 18:43 UTC двигатели Draco были включены для схода с орбиты, в 18:59 UTC был отстыкован негерметичный контейнер. При входе и движении корабля в атмосфере, температура, испытываемая теплоизоляционным щитом PICA-X, достигает 1600 °C.
Используя тормозные и основные парашюты космический корабль Dragon приводнился в акватории Тихого океана 25 октября 2012 года в 19:39 UTC, на расстоянии около 425 км от побережья Калифорнии.

## Галерея

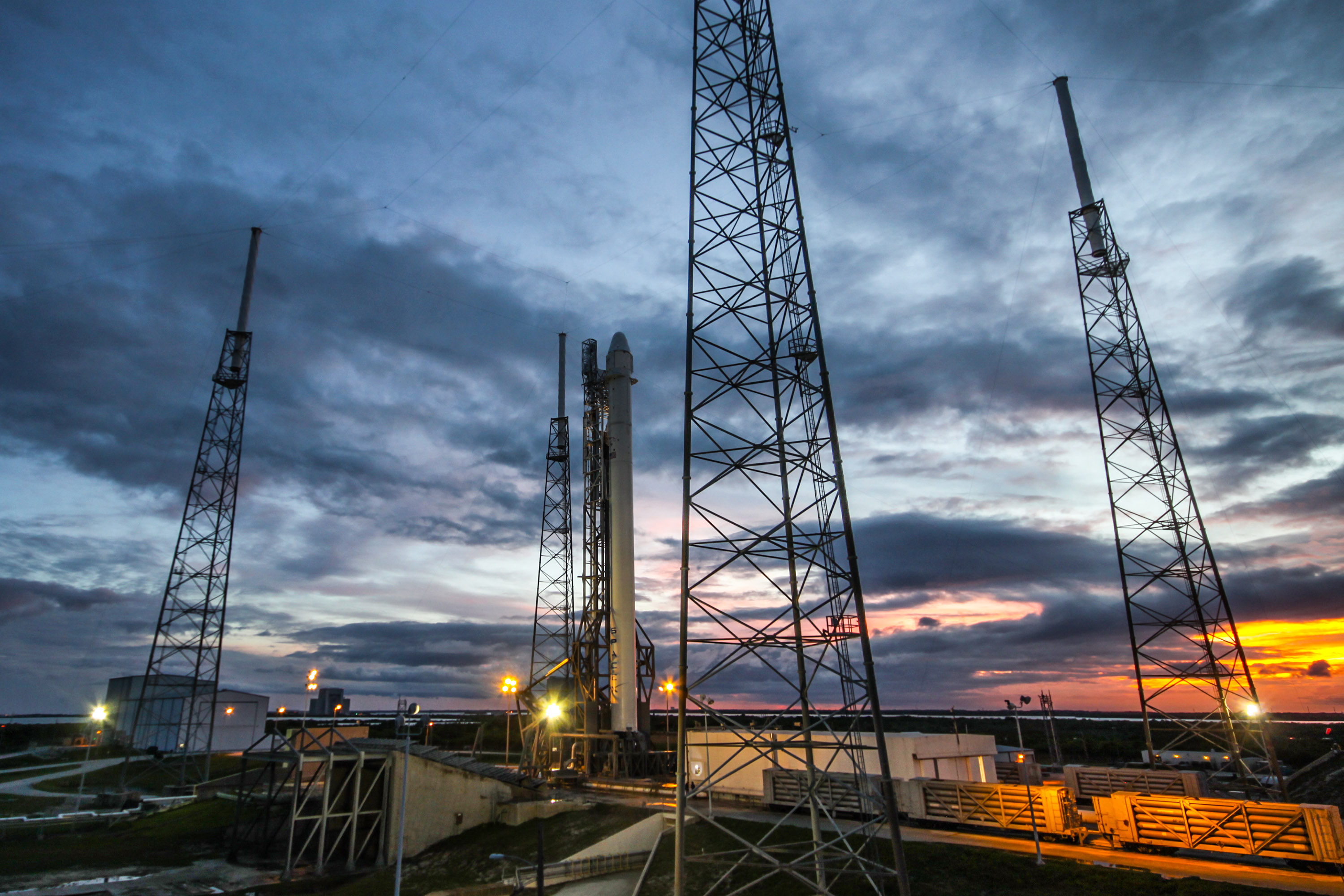
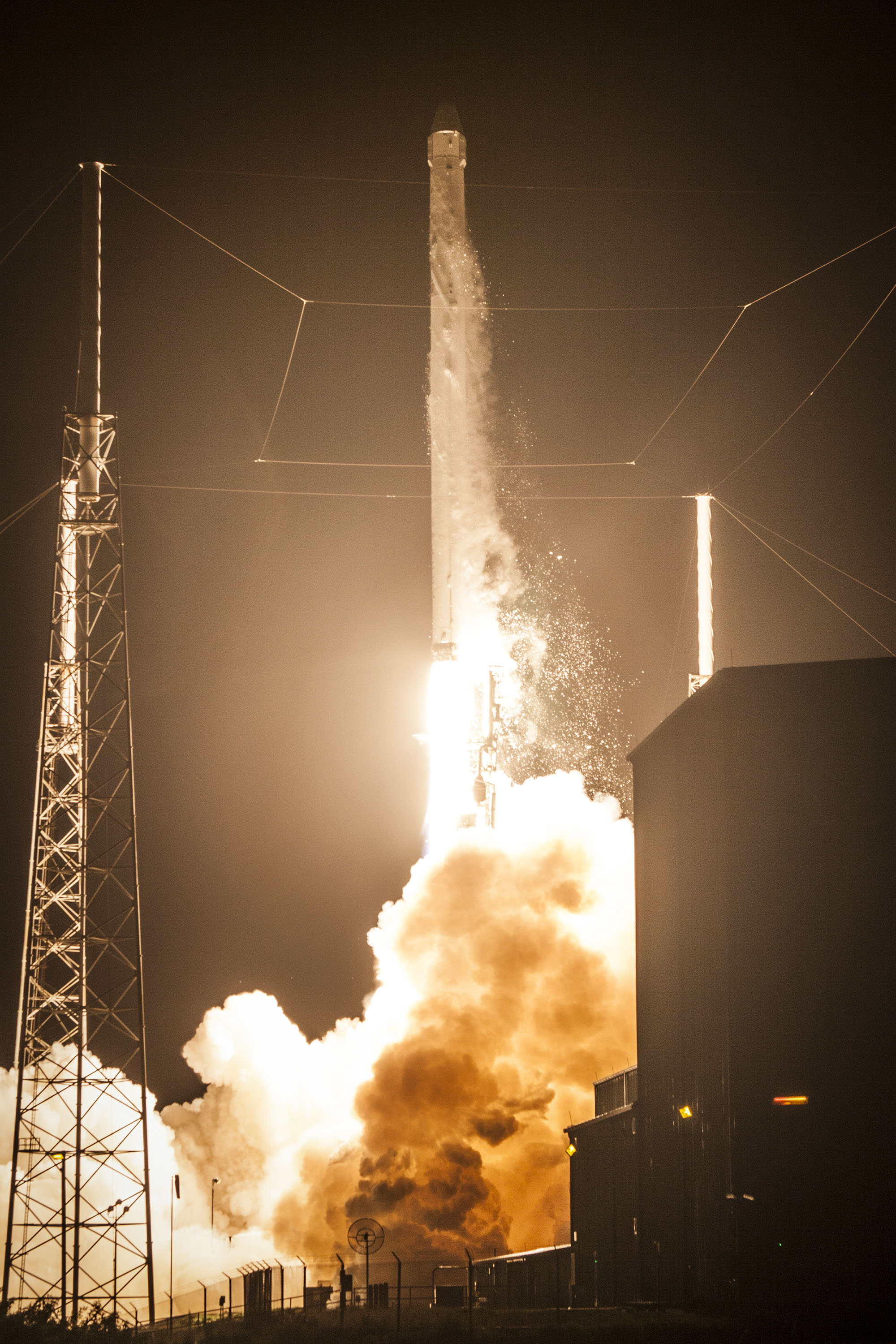
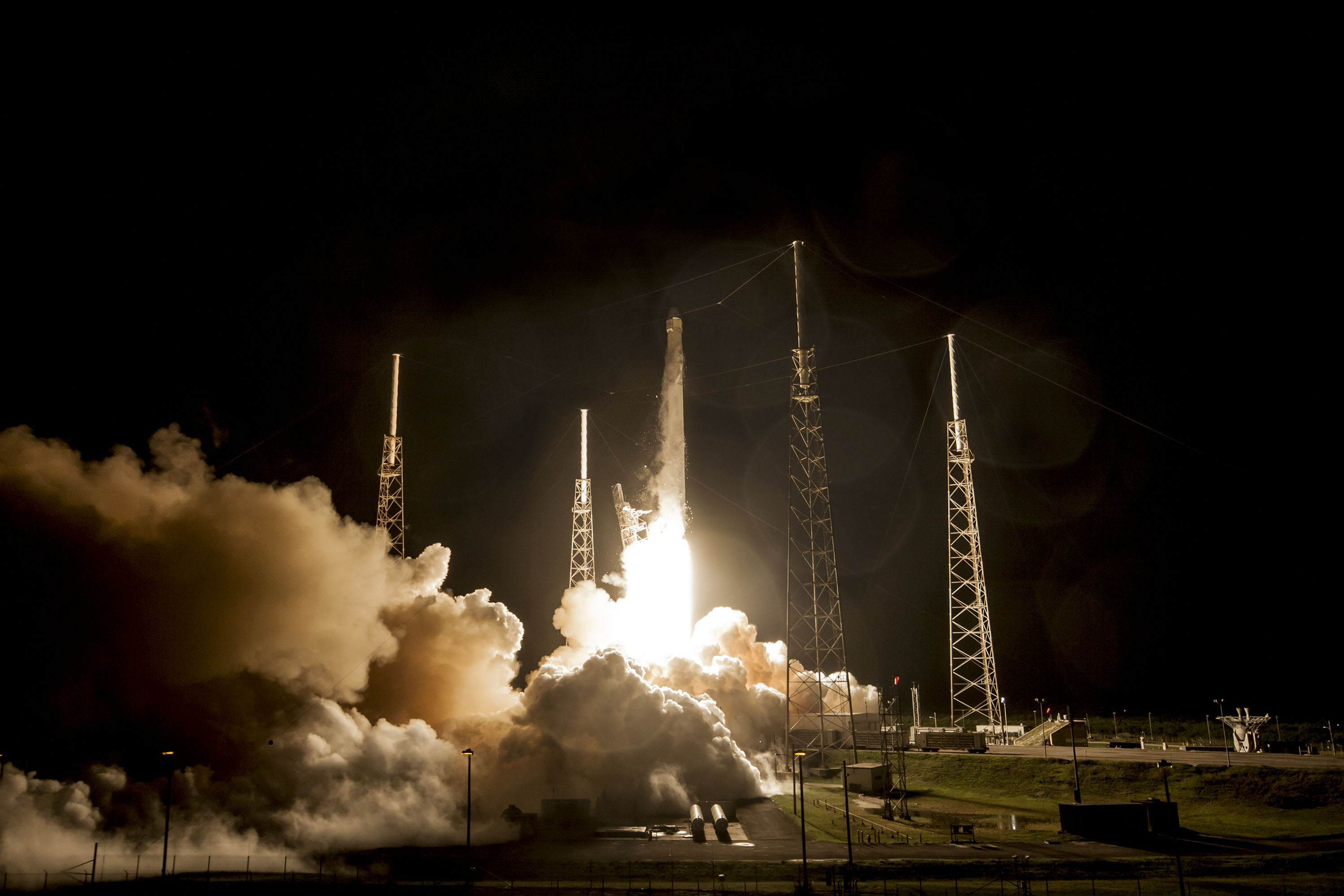
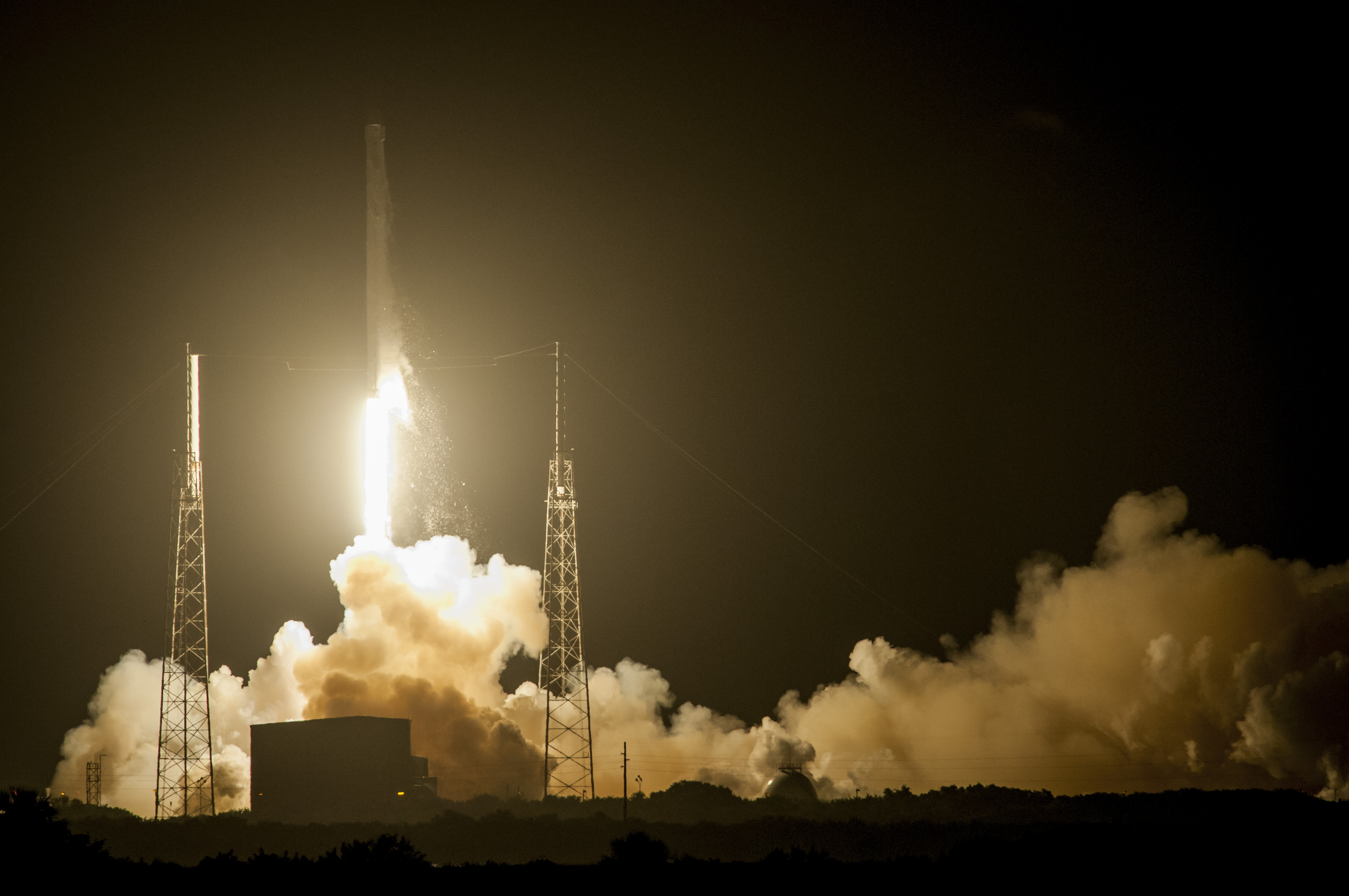
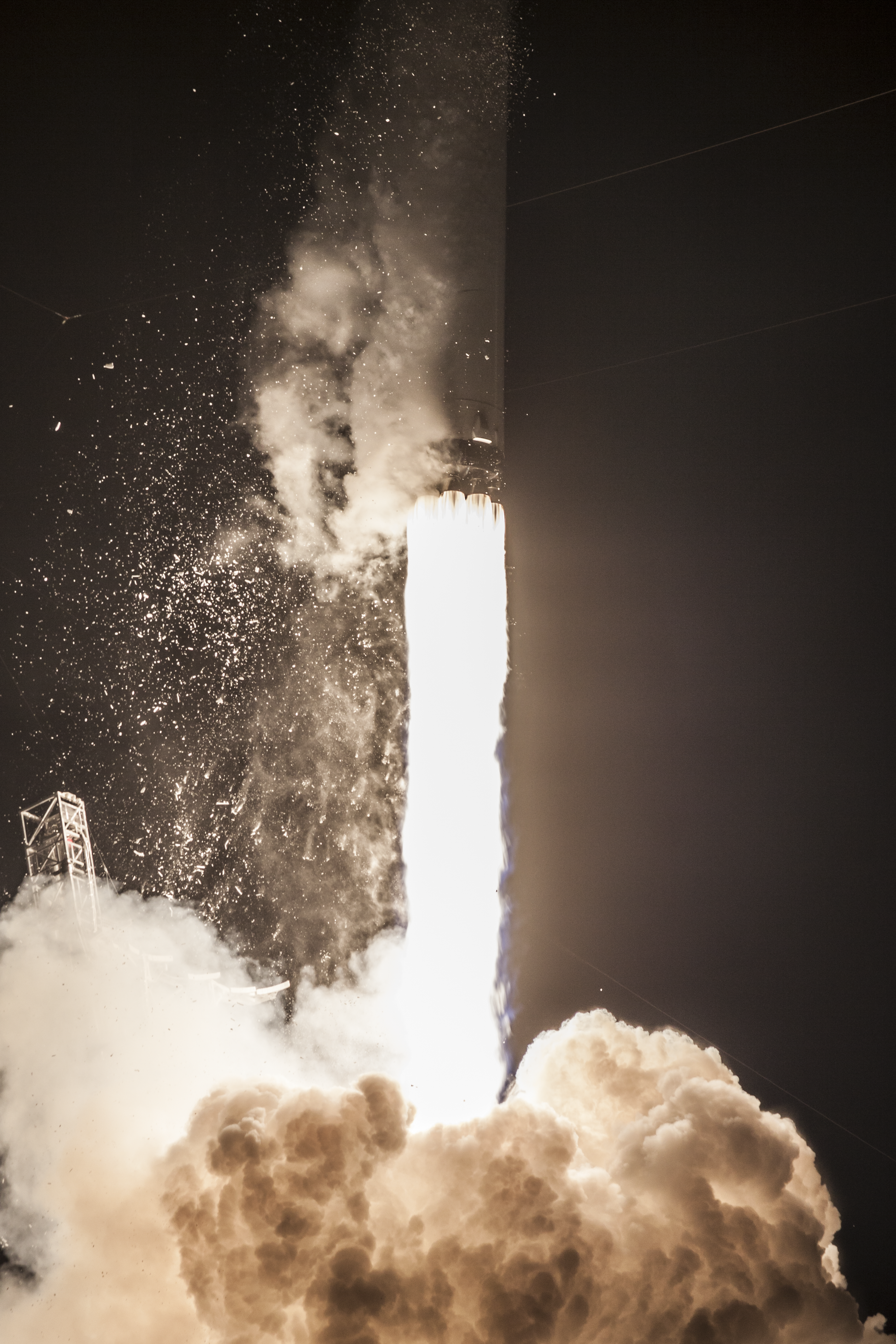
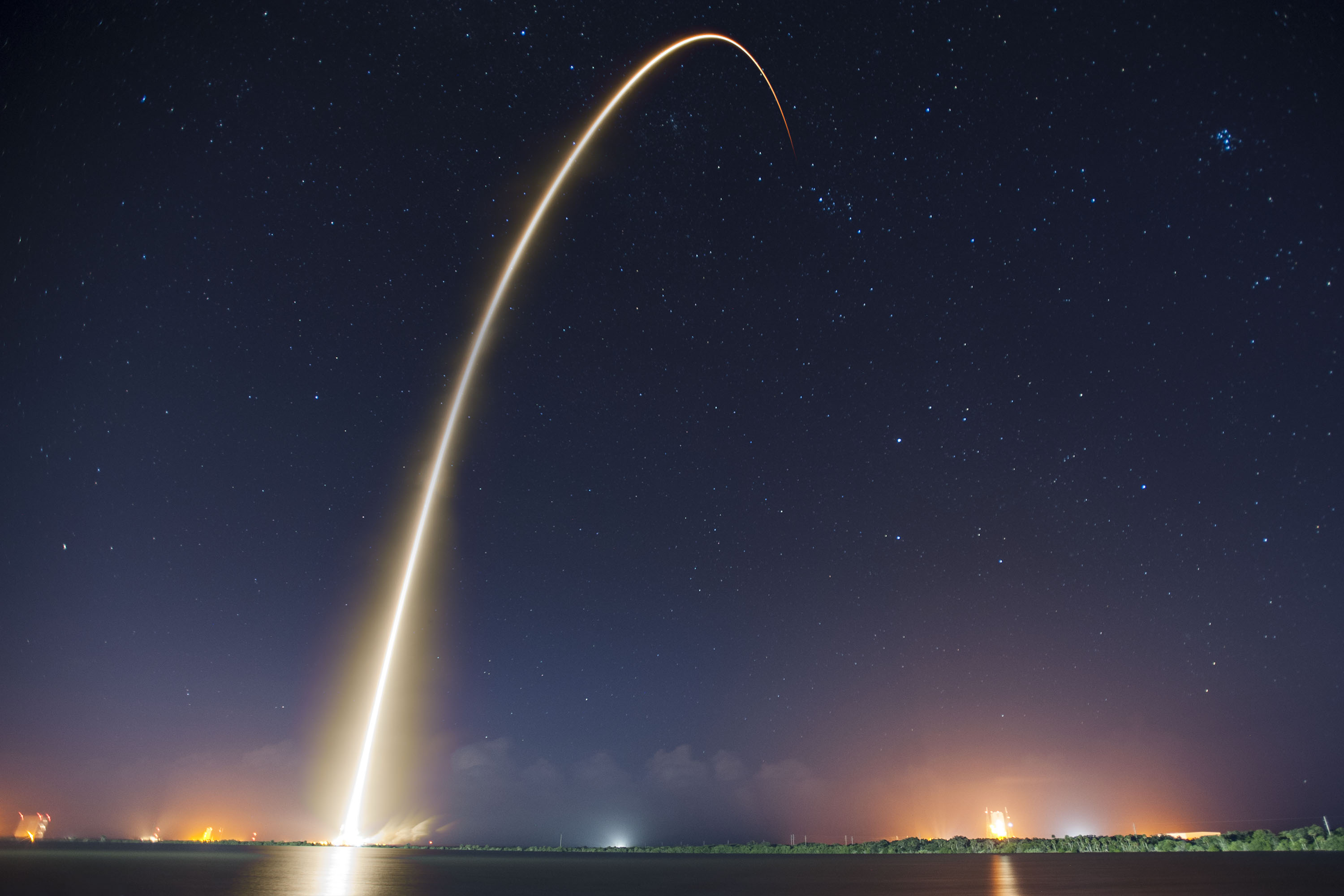